# Gödel, Escher, Bach
Gödel, Escher, Bach: an Eternal Golden Braid (w skrócie GEB ) – książka literatury faktu autorstwa amerykańskiego kognitywisty Douglasa Hofstadtera z 1979 roku.
Hofstadter analizuje wspólne wątki w życiu i twórczości logika Kurta Gödla, artysty MC Eschera i kompozytora Johanna Sebastiana Bacha przedstawiając fundamentalne pojęcia matematyki, symetrii i inteligencji. Poprzez opowiadania, ilustracje i analizy, książka opisuje koncept "dziwnej pętli" w systemach sprzężenia zwrotnego jako klucz do zrozumienia takich zjawisk jak byt i świadomość. Omawia również reguły formalne, izomorfizmy, znaczenie komunikacji, sposoby reprezentacji i przechowywania wiedzy, metody i ograniczenia reprezentacji symbolicznej, a nawet fundamentalne pojęcie samego „znaczenia”.
W odpowiedzi na zamieszanie wokół tematu książki Hofstadter podkreślił, że GEB nie traktuje o relacjach matematyki, sztuki i muzyki, lecz raczej o tym, jak poznanie wyłania się z ukrytych mechanizmów neurologicznych. W jednym z fragmentów książki autor przedstawia analogię dotyczącą koordynacji poszczególnych neuronów w mózgu, tworząc ujednolicone poczucie spójnego umysłu, poprzez porównanie jej do organizacji społecznej obserwowanej w kolonii mrówek.